# Cathy Hopkins
Cathy Hopkins (Manchester, Inglaterra, 23 de janeiro de 1953) é uma autora inglesa com mais de 70 títulos publicados. Em sua produção recente, ela escreve para o mercado de ficção popular com The Kicking The Bucket List, publicado em março de 2017 pela HarperCollins, Dancing Over The Hill em janeiro de 2018 e Blast From the Past, publicado em fevereiro de 2019. Seu último livro, A Vintage Friendship, foi publicado como um e-book em agosto de 2020, a brochura a seguir em fevereiro de 2021.

## Biografia
Hopkins nasceu em Manchester, mas viveu no Quênia desde os cinco anos até os onze anos, quando sua família voltou para a Inglaterra. Durante um período, cantou com uma banda de rock chamada Driving Rock and the Rockettes, que fez turnês por faculdades e universidades locais como banda de abertura para grupos como Wizard e The Average White Band. Seu falecido pai era escritor, publicando sob o nome de Billy Hopkins. Dentre suas principais publicações estão Our Kid, Kate's Story, High Hopes, Going Places, Anything Goes, Whatever Next, Tommy's World e Big Mama.

## Produção literária
Hopkins começou a escrever livros em 1987, colaborando com o cartunista Gray Jolliffe em uma série de livros de humor. Tem mais de 70 livros publicados em mais de 30 países, incluindo a série Mates, Dates, a série Truth, Dare, Kiss or Promise, a série Cinnamon Girl (publicada pela Piccadilly Press), a série Zodiac Girls (publicada pela Kingfisher/Macmillan Publishers) e a série Million Dollar Mates publicada por Simon and Schuster. Ela também escreveu quatro romances para adolescentes que são Holy Moley, I'm a Dead Dude para Chickenhouse, Playlist for a Broken Heart, Love At Second Sight e A Home for Shimmer, para a Simon and Schuster. Mais recentemente, Cathy começou a escrever para o público adulto e seu primeiro romance foi publicado em março de 2017 pela HarperCollins, intitulado The Kicking the Bucket List. Seu segundo título, Dancing Over The Hill, foi publicado em janeiro de 2018 e seu terceiro romance intitulado Blast From the Past foi publicado em fevereiro de 2019. Seu quarto livro para a HarperCollins, A Vintage Friendship, foi publicado como um livro em agosto de 2020.
Cathy Hopkins foi indicada para o prêmio Queen of Teen em 2010.

## Obras
Editora Melhoramentos - Série Galeras & Paqueras
- Sutiãs Infláveis
- Beijos Cósmicos
- Princesas Descoladas
- Segredos de Pijama
- Solteiras Felizes
- Pequenos Pecados
- Charme Poderoso
- Doces Vinganças
- Altas Viagens
- Dietas Insensatas
- Destino Brilhante
- Verão Quente

Editora V&R - Série Verdade ou Desafio?
- Mentiras Inocentes e Verdades Escancaradas
- Fama: Aqui vou eu!
- Descoladas e Deslocadas
- Luzes, Câmera e... confusão!
- Duplo Desafio
- Balada de verão

Editora V&R - Série Cinnamon Girl
- A dois passos do paraíso
- Começar de novo
- Uma escolha difícil
- Expecting to fly (Não publicado no Brasil)